# Mimosa (stjärna)
Mimosa eller Beta Crucis (β Crucis, förkortat Beta Cru, β Cru) som är stjärnans Bayerbeteckning, är en dubbelstjärna belägen i den östra delen av stjärnbilden Södra korset. Den har en kombinerad skenbar magnitud på 1,25, är synlig för blotta ögat och den näst ljusaste stjärnan i stjärnbilden. Baserat på parallaxmätning inom Hipparcosuppdraget på ca 11,7 mas, beräknas den befinna sig på ett avstånd på ca 280 ljusår (ca 85 parsek) från solen.

## Nomenklatur
Beta Crucis har det traditionella namnet Mimosa och det historiska namnet Becrux. Mimosa, som härrör från det latinska ordet för "aktör", kan komma från blomman med samma namn. Becrux är en modern sammandragning av Bayer-beteckningen. År 2016 organiserade Internationella astronomiska unionen en arbetsgrupp för stjärnnamn (WGSN) med uppgift att katalogisera och standardisera riktiga namn för stjärnor. WGSN fastställde namnet Mimosa för Beta Crucis i juli 2016 och detta är nu inskrivet i IAU:s Catalog of Star Names.

## Egenskaper
Primärstjärnan Beta Crucis A är en blå till vit jättestjärna av spektralklass B0.5 III. Den har massa som är ca 16 gånger större än solens massa, en radie som är ca 8,4 gånger större än solens och utsänder från dess fotosfär ca 34 000 gånger mera energi än solen vid en effektiv temperatur av ca 27 000 K. Stjärnan är en känd Beta Cephei-variabel, men med sin nuvarande temperatur ligger den på den heta kanten av det instabilitetsband där sådana stjärnor finns.
År 1957 upptäckte den tyske astronomen Wulff-Dieter Heintz att Beta Crucis är ett spektroskopisk dubbelstjärna med komponenter som är för nära varandra för att kunna upplösa med ett teleskop. Paret kretsar kring varandra med en omloppsperiod på fem år med en uppskattad separation som varierar från 5,4 till 12,0 Astronomiska enheter.

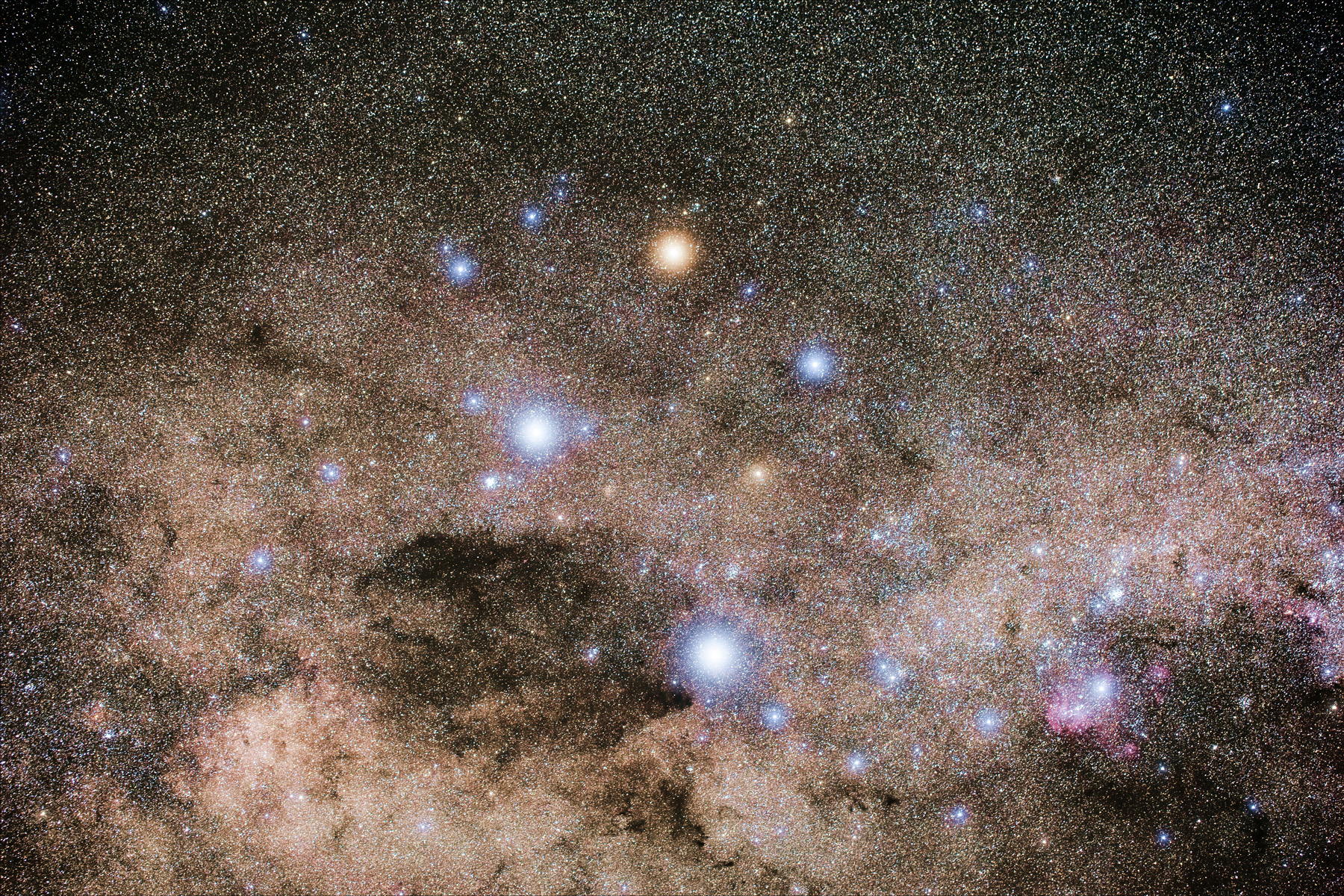
Stjärnbilden Södra korset.

Följeslagaren Beta Crucis B kan vara en stjärna i huvudserien med spektralklass B2. År 2007 observerades en tredje följeslagare, som kan vara en stjärna med liten massa i ett förstadium till huvudserien. Röntgenstrålning från denna upptäcktes med hjälp av Chandra X-ray Observatory. Två andra stjärnor med en vinkelseparation på 44 respektive 370 bågsekunder, är sannolikt optiska följeslagare som inte är fysiskt förknippade med Beta Crucis.